# Єлістратов Петро Матвійович
Петро Матвійович Єлістратов (22 вересня (5 жовтня) 1917, село Малишево Нижньогородської губернії, тепер Росія — 6 лютого 1987, місто Саранськ, тепер Росія) — український радянський і компартійний діяч. Депутат Верховної Ради СРСР 5—8-го скликань. Член Центральної Ревізійної Комісії КПРС у 1961—1966 роках. Кандидат у члени ЦК КПРС в 1966—1971 роках. Член Ревізійної Комісії КПУ в 1952—1954 роках. Кандидат у члени ЦК КПУ в 1954—1960 роках. Член ЦК КПУ в 1960—1966 роках.

## Біографія
Народився в родині селянина-середняка. Росіянин. Закінчив семирічну школу. З 1932 року працював рахівником-бухгалтером Малишевського заводу по переробці картоплі, завідувачем поштовим агентством, інструктором районної ощадної каси, інструктором Муромського районного комітету комсомолу (ВЛКСМ) Горьковского краю.
У 1937 році закінчив Горьковську вищу комуністичну сільськогосподарську школу. У 1937—1938 роках — завідувач піонерського відділу Муромського районного комітету ВЛКСМ Горьковскої області.
У 1938 році призваний на військову службу на Тихоокеанський флот, був секретарем бюро комсомолу і редактором багатотиражної газети на флоті.
Член ВКП(б) з 1939 року.
У 1941—1942 роках — секретар, 1-й секретар Владивостоцького міського комітету ВЛКСМ. У 1942—1943 роках — секретар Владивостоцького міського комітету ВКП(б).
Учасник Другої світової війни, з 1943 до 1946 року служив у Радянській армії.
У 1946 році — 2-й секретар Одеського обласного комітету ЛКСМУ.
У вересні 1946—1949 роках — 1-й секретар Херсонського обласного комітету ЛКСМУ.
У 1949 — липні 1952 року — слухач Вищої партійної школи при ЦК КП(б)У.
У 1952—1954 роках — 1-й секретар Каховського міського комітету КПУ Херсонської області.
У вересні 1954 — листопаді 1955 року — секретар Херсонського обласного комітету КПУ. У листопаді (затв.) 1955 — червні 1956 року — 2-й секретар Херсонського обласного комітету КПУ.
У червні 1956 — 12 січня 1962 року — 1-й секретар Херсонського обласного комітету КПУ.
28 грудня 1961 — 22 травня 1968 року — 2-й секретар ЦК Комуністичної партії Азербайджану, член Бюро ЦК КП Азербайджану.
У березні 1968 — квітні 1971 року — 1-й секретар Мордовського обласного комітету КПРС. З 1971 року — радник посольства СРСР в Афганістані.

## Нагороди
- орден Леніна (6.06.1957)
- орден Вітчизняної війни ІІ ст. (11.10.1944)
- орден Трудового Червоного Прапора (28.10.1948)
- медаль «За перемогу над Німеччиною у Великій Вітчизняній війні 1941—1945 рр.» (1945)
- медалі